# Letiště Konya
Letiště Konya (turecky: Konya Havalimanı) (IATA: KYA, ICAO: LTAN) je vojenská letecká základna a veřejné letiště ve městě Konya v Turecku. Letiště využívá také NATO. Pro veřejnost bylo otevřeno v roce 2000, letiště je 18 km od města. V roce 2006 letiště Konya obsloužilo 2 924 letadel a 262 561 cestujících. Terminál pro cestující na letišti se rozkládá na ploše 2 650 m² a má parkoviště pro 278 aut.
Letiště Konya je domovem 3. leteckého křídla (Ana Jet Üssü nebo AJÜ) 1. velitelství letectva (Hava Kuvvet Komutanlığı) tureckého letectva (Türk Hava Kuvvetleri). Další křídla tohoto velitelství se nacházejí v Eskišehiru (LTBI), Ankaře Akıncı (LTAE), Bandırmě (LTBG) a Balıkesiru (LTBF).

## Letecké společnosti a destinace
Následující letecké společnosti provozují pravidelné pravidelné a charterové lety na letiště Konya:
| Letecké společnosti | Destinace                                                                 |
| ------------------- | ------------------------------------------------------------------------- |
| AJet                | Istanbul–Sabiha Gökçen Sezónní: Kodaň                                     |
| Pegasus Airlines    | Istanbul–Sabiha Gökçen Sezónní: Amsterdam, Kodaň                          |
| SunExpress          | Amsterdam, Izmir Sezónní: Kodaň, Düsseldorf, Stockholm–Arlanda, Stuttgart |
| Turkish Airlines    | Istanbul                                                                  |

## Statistiky provozu
(*)Zdroj: DHMI.gov.tr